# Eugerdella distincta
Eugerdella distincta là một loài chân đều trong họ Desmosomatidae. Loài này được Birstein miêu tả khoa học năm 1963.